# Utqiagvik
Utqiagvik és una població dels Estats Units a l'estat d'Alaska, anteriorment coneguda com a Barrow. És una de les ciutats més al nord del món i és la ciutat més al nord dels Estats Units amb la propera Punta Barrow (Point Barrow) que és el punt més al nord dels Estats Units. Segons el cens del 2008 tenia 4.581 habitants. Té un clima de tundra àrtica.

## Demografia
Segons el cens del 2000, Utqiagvik tenia 4.683 habitants, 1.399 habitatges, i 976 famílies La densitat de població era de 96,1 habitants/km².
Dels 1.399 habitatges en un 56,5% hi vivien nens de menys de 18 anys, en un 45,2% hi vivien parelles casades, en un 14,8% dones solteres, i en un 28% no eren unitats familiars. En el 23% dels habitatges hi vivien persones soles l'1,8% de les quals corresponia a persones de 65 anys o més que vivien soles. El nombre mitjà de persones vivint en cada habitatge era de 3,35 i el nombre mitjà de persones que vivien en cada família era de 4,8.
Per edats la població es repartia de la següent manera: un 27,7% tenia menys de 18 anys, un 13,3% entre 18 i 24, un 31,6% entre 25 i 44, un 19,4% de 45 a 60 i un 3,4% 65 anys o més.
L'edat mitjana era de 29 anys. Per cada 100 dones hi havia 107,1 homes. Per cada 100 dones de 18 o més anys hi havia 109,5 homes.
La renda mitjana per habitatge era de 63.094,09 $ i la renda mitjana per família de 68.223 $. Els homes tenien una renda mitjana de 51.959 $ mentre que les dones 46.382 $. La renda per capita de la població era de 22.902 $. Aproximadament el 7,7% de les famílies i el 8,6% de la població estaven per davall del llindar de pobresa.

## Economia
Utqiagvik és el centre econòmic de la North Slope Borough, principal font d'ocupació de la ciutat. Nombroses empreses presten serveis de suport a les operacions de camps petroliers, i les agències estatals i federals també proporcionen ocupació. El sol de mitjanit ha atret el turisme i l'artesania disposa d'uns ingressos en efectiu. Molts residents depenen de les fonts d'aliments de subsistència: balenes, foques, ossos polars, morses, aus aquàtiques, caribús i peixos que capturen dels rius de la costa o en les seues rodalies i llacs. Així mateix, Utqiagvik és la seu de la Corporació Arctic Slope Regional.

## Poblacions més properes
El següent diagrama mostra les poblacions més properes.